# Innere Kanalstraße
Die Innere Kanalstraße ist eine 4,7 km lange Ringstraße am äußeren Rande des inneren Grüngürtels in Köln, die historisch an der Luxemburger Straße beginnt und an der Rampe zur Zoobrücke am Rhein endet.

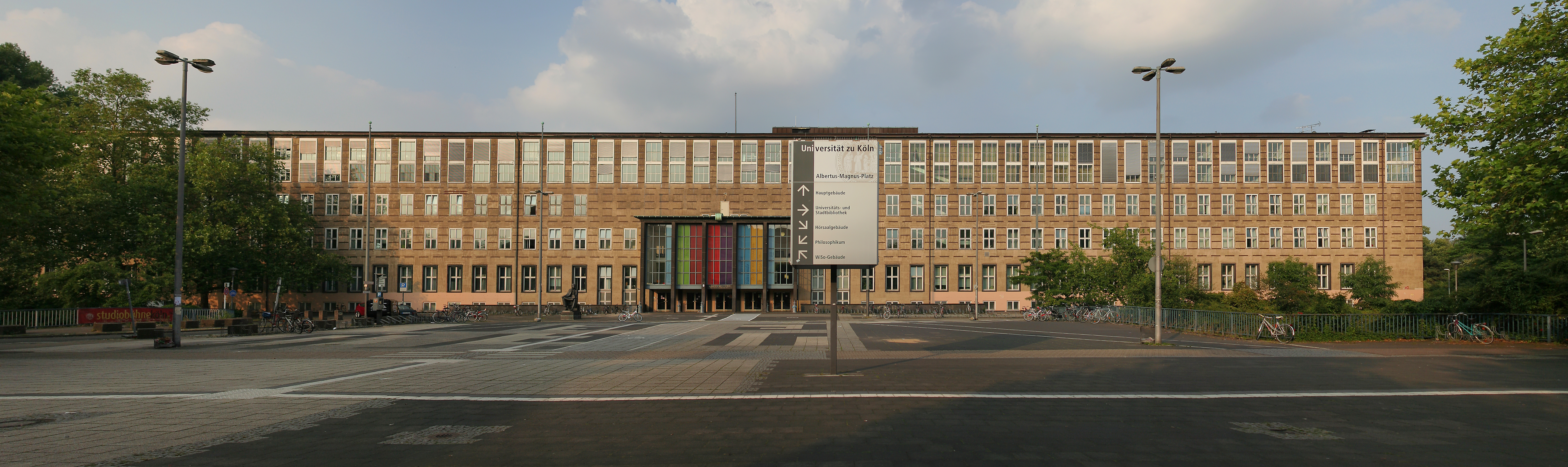
Universität Köln, Hauptgebäude am Albertus-Magnus-Platz

## Entstehungsgeschichte
Die Innere Kanalstraße folgt dem unterirdischen Verlauf der Abwasser-Sammelkanalanlage für die im April 1888 eingemeindeten Kölner Vororte. In den meisten Großstädten hatten Epidemien den Anlass für die Kanalisation gegeben, in Köln war es die Stadterweiterung durch die Kölner Neustadt ab 1881. Eine moderne Schwemmkanalisation sollte die Alt- und Neustadt zum Rhein hin entwässern; sie wurde zwischen 1886 und 1905 gebaut. Das Schwemmkanalsystem war 1891 fertig, 1905 feierte man die Eröffnung des ersten mechanischen Klärwerks in Köln-Niehl (Friedrich-Karl-Straße; in Betrieb bis 1928), das den funktionalen Abschluss der vollständigen städtischen Kanalisierung bildete. Rings um die Stadt verlaufen seither unterirdische Sammelkanäle, über denen jeweils die „Kanalstraßen“ angelegt wurden.

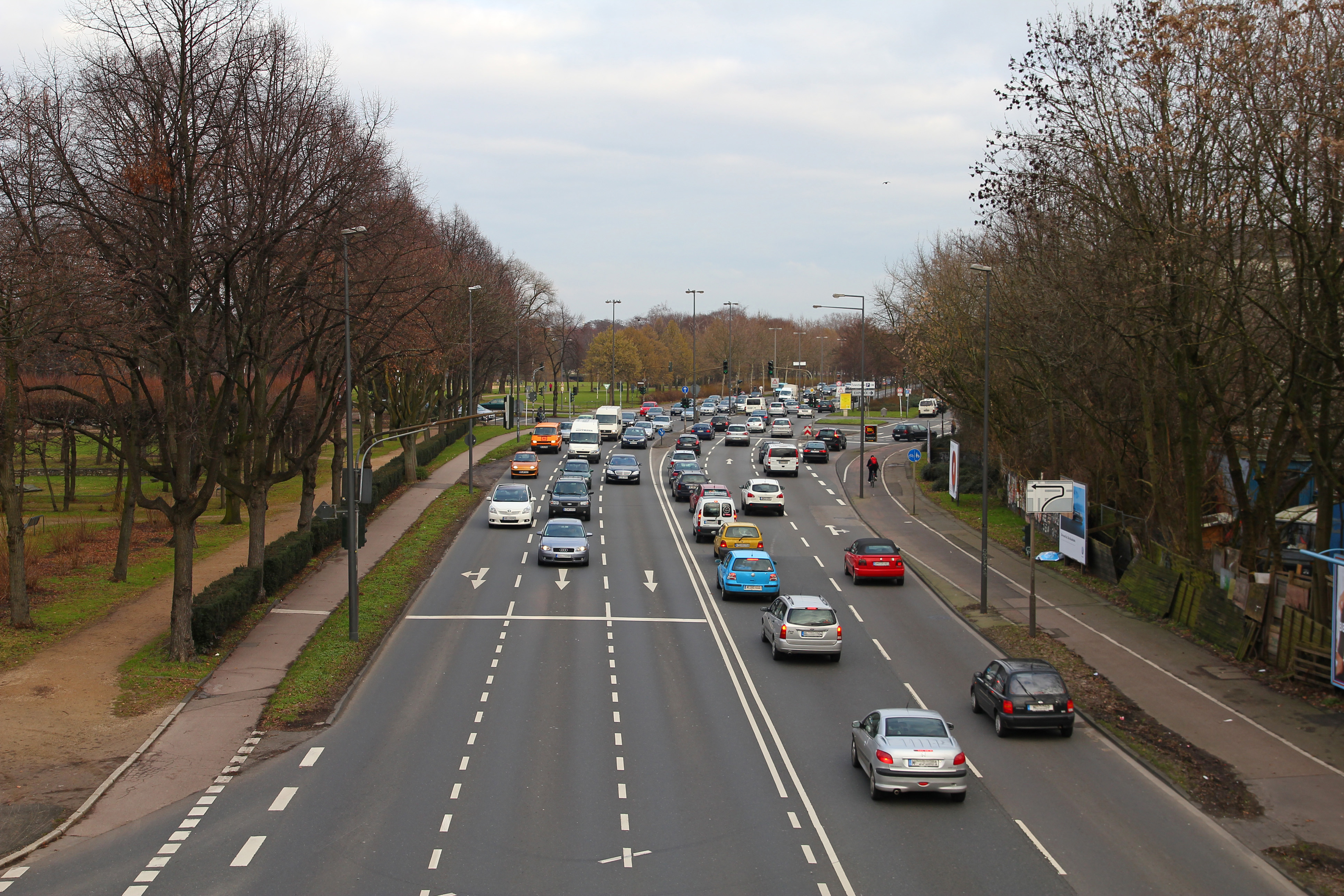
Die Innere Kanalstraße an der Grenze zwischen Köln-Nippes und Köln-Neustadt-Nord

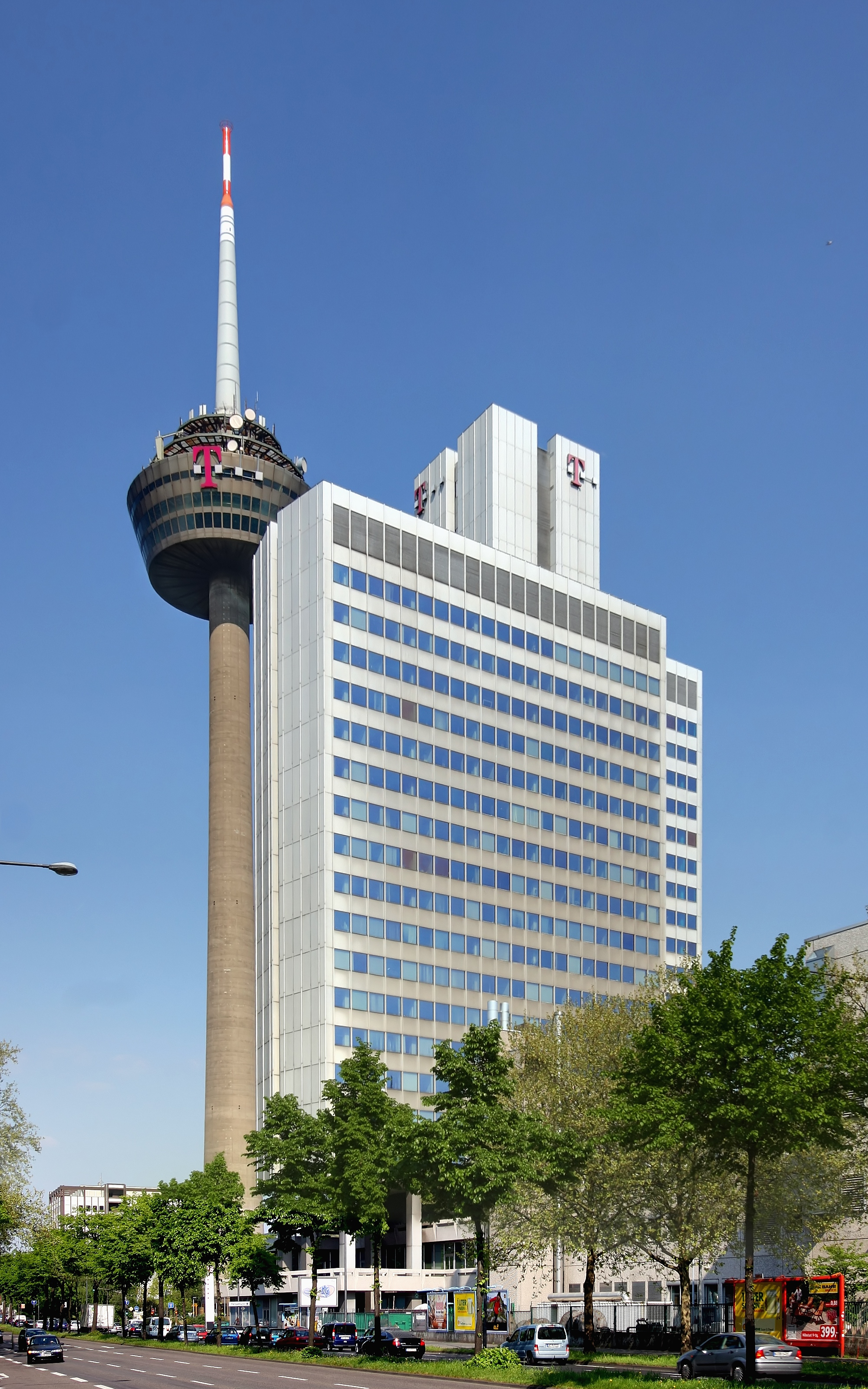
Telekom-Hochhaus und Fernsehturm Colonius

Mit dem Bau der zunächst Kanalstraße genannten, ringförmig verlaufenden Straße wurde 1896 begonnen, in dem man den oberirdischen Freiraum der zugeschütteten Kanaltrasse nutzte. Im Greven’s Adressbuch von 1896 taucht die Kanalstraße in Köln-Nippes als „im Bau begriffen“ auf. 1907 reichte sie vom Höninger Weg (Köln-Zollstock) bis zur Amsterdamer Straße (Köln-Riehl). Fritz Schumacher betrachtete 1923 die Innere Kanalstraße nicht als Ringstraße, die alles umschloss, sondern als Gliederung in vier Diagonalverbindungen. Ein weiterer Ausbau erfolgte ab 1928 zwischen Luxemburger Straße und Aachener Straße, nun Innere Kanalstraße genannt, damit sie von der 1928 begonnenen Äußeren Kanalstraße unterschieden werden konnte. Bis 1938 führte die Innere Kanalstraße durchgehend als Halbkreis von der Luxemburger Straße bis zur Riehler Straße und grenzte dadurch die eingemeindeten Vororte vom Stadtzentrum ab. Die Innere Kanalstraße wurde in der Zeit des Nationalsozialismus ab 1938 in mehrere Straßenabschnitte geteilt und diese umbenannt (Lettow-Vorbeck-Straße, Ludendorffstraße, Litzmannstraße, Mackensenstraße). Die Umbenennung nach ehemaligen deutschen Militärführern sollte in der Bevölkerung ein Bewusstsein für die militärische Stärke Deutschlands wachsen lassen. Das entlang der Universität führende Teilstück wurde in Universitätsstraße umbenannt. 1945 erhielt sie ihren heutigen Namen zurück, nur die Universitätsstraße behielt ihren Namen.
Am 18. Oktober 1952 wurde die Innere Kanalstraße zunächst als zweispurige Strecke für den Verkehr freigegeben, nachdem auch der Teilabschnitt zwischen der Amsterdamer Straße und Riehler Straße fertiggestellt war. Mit dem Bau der Zoobrücke wurde die Innere Kanalstraße an die Brückenrampe herangeführt. Nach der Einweihung der Brücke am 22. November 1966 verband die Innere Kanalstraße das linksrheinische Köln mit dem Kölner Autobahnring in den östlichen Stadtteilen.

## Lage
Die Innere Kanalstraße verläuft halbkreisförmig in Südwest-Nordost-Richtung. Sie beginnt an der Luxemburger Straße im Stadtteil Köln-Sülz als Universitätsstraße (1,9 km lang) und verläuft unter dem Campus der Universität Köln hindurch (Albertus-Magnus-Platz). Ab der Kreuzung mit der Aachener Straße heißt sie Innere Kanalstraße. Sie führt weiter in Richtung Osten bis zur Zoobrücke und durchquert die Stadtteile Köln-Sülz, Köln-Lindenthal, Köln-Ehrenfeld, Köln-Neustadt-Nord und Köln-Nippes. Über die Zoobrücke erreicht man die Bundesautobahn 3 Richtung Frankfurt am Main oder Oberhausen und die Bundesautobahn 4 Richtung Olpe oder Aachen. Dadurch verbindet die Zoobrücke die Innere Kanalstraße mit dem rechtsrheinischen Kölner Autobahnring.

## Bauwerke

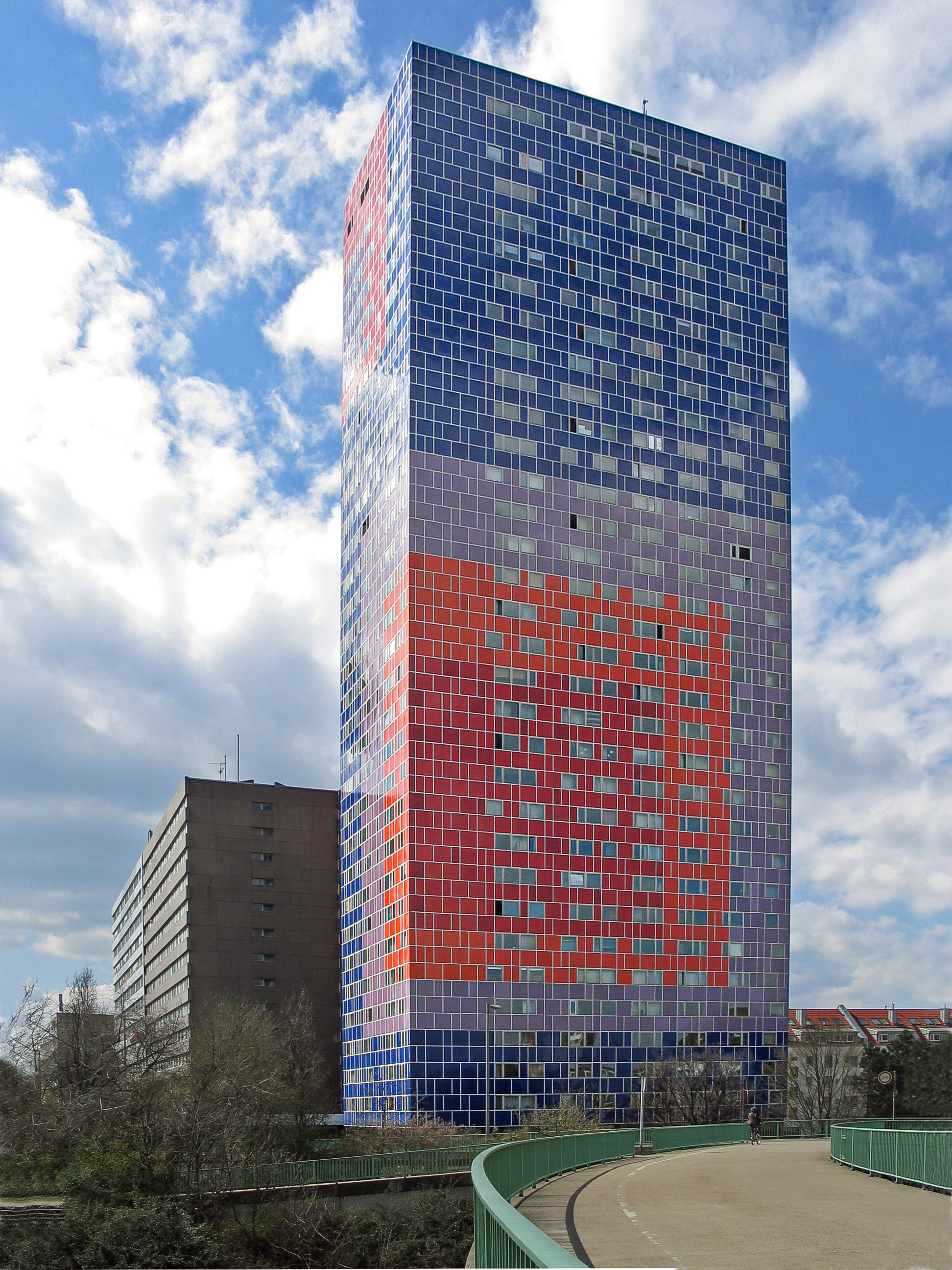
Herkules-Hochhaus

An der Universitätsstraße liegen mehrere Gebäude der Universität zu Köln, nämlich an Nr. 16 (Universitäts-Gebäude-Nr. 331, Kölner Studierendenwerk, AStA), Nr. 16a (332, Alte Mensa; 332a, Studiobühne Köln), Nr. 16b (332b-d, Café und Alumni), Nr. 22 (111), Nr. 22a (102), Nr. 24 (101, „Wiso-Gebäude“), Nr. 33 (107, 107a, Unibibliothek), Nr. 35 (105, Hörsaalgebäude), Nr. 37 (106, Seminargebäude), Nr. 41 (103, Philosophikum), Nr. 43 (151, Rechtswissenschaften), Nr. 45 (150), Nr. 47 (152, Privatrecht), Nr. 75 (183, Jean-Monnet-Lehrstuhl), Nr. 77 (184) und Innere Kanalstraße Nr. 15 (825, Triforum). Hauptgebäude und Philosophikum liegen am unterquerten Albertus-Magnus-Platz. Das Japanische Kulturinstitut an der Universitätsstraße Nr. 98 wurde am 2. September 1969 eröffnet, das benachbarte Museum für Ostasiatische Kunst eröffnete am 2. Dezember 1977 (Nr. 100). Der an beide Häuser angrenzende Aachener Weiher (1924 fertiggestellt, 4 Hektar Wasserfläche) ist der einzige See im inneren Kölner Grüngürtel. Es folgen die Straßenkreuzungen Aachener Straße (Bundesstraße 55/Bundesstraße 264), Vogelsanger Straße und Venloer Straße (hier liegt die DITIB-Zentralmoschee Köln; Venloer Str. 160).
Der 266 Meter hohe Fernsehturm „Colonius“, Innere Kanalstraße Nr. 100, wurde am 3. Juni 1981 eingeweiht. Der benachbarte Verwaltungsbau der Deutschen Telekom AG (Nr. 98) ist 75 Meter hoch und wurde 1973 fertiggestellt. An Weinsbergstraße Nr. 70/Ecke Innere Kanalstraße war seit 1972 das Bundesamt für Verfassungsschutz untergebracht, wo nach der Sanierung im Jahre 1994 seit April 2012 Congstar seinen Sitz hat. Das 31-geschossige Herkules-Hochhaus („Papageienhaus“; 102 Meter, 1972 von Peter Neufert errichtet) ist von der Inneren Kanalstraße aus sichtbar, liegt jedoch in der Graeffstraße Nr. 1–5. Es folgen die Kreuzung Subbelrather Straße und der größte Berg aus Kölner Trümmerschutt, Herkulesberg. Am Kölner Gleisdreieck mit der unfallträchtigen ehemaligen Idiotenbrücke zweigt die kurze Hornstraße mit dem Bordell Pascha ab. Es folgt die Kreuzung Neusser Straße (Bundesstraße 9). Der am 1. Oktober 2011 eröffnete Lentpark ist von der Inneren Kanalstraße sichtbar, liegt jedoch an der Lentstraße 30. In der Nähe befindet sich das Anfang des 19. Jahrhunderts errichtete Fort X des Kölner Festungsrings. Danach überquert die Innere Kanalstraße die Amsterdamer Straße, um als Bundesstraße 55a an der Kreuzung Riehler Straße in die Zoobrücke zu münden.

## Bedeutung
Die heute bis auf eine Teilstrecke von 1,3 km sechsspurig ausgebaute Innere Kanalstraße mit der Bezeichnung Landesstraße L 100 gehört zu den verkehrsreichsten Kölner Straßen. Lediglich zwischen dem Anschluss an die Bundesautobahn 57 und der Kreuzung Merheimer/Krefelder Straße sind in nordöstlicher Fahrtrichtung zwei Fahrstreifen vorhanden. Am Ende der A 57 ist die Verbindung zur Inneren Kanalstraße als Autobahndreieck ausgeführt. Nordöstlich dieses Verkehrsknotens unterquert die Innere Kanalstraße insgesamt acht Brückenbauwerke der komplexen Gleisanlagen des so genannten Kölner Gleisdreiecks am ehemaligen Güterbahnhof Gereon mit dem Bahnbetriebswerk Gladbacher Wall. Die Innere Kanalstraße dient als Sammeltangente sowohl dem Pendler- und Geschäftsverkehr als auch dem Durchgangsverkehr zu den Autobahnen. Teilweise trennt ein Mittelstreifen die Fahrspuren vom Gegenverkehr. Zulässige Höchstgeschwindigkeit auf der L 100 ist im Regelfall 50 bis 60 km/h.

## Verkehrsunterbrechung durch Rohrbruch
Am 2. März 2020 ereignete sich an der Kreuzung mit der Krefelder Straße ein erheblicher Rohrbruch: Eine unter der Straße verlaufende, etwa 100 Jahre alte Trinkwasser-Transportleitung von 40 cm Durchmesser war geborsten. Durch das massiv austretende Wasser wurde ein Hohlraum unter der Fahrbahn ausgespült, in den diese einbrach; insgesamt entstand ein etwa zwei Meter tiefes und 20 mal 20 Meter weites Loch. Dank schneller, erst halbseitiger, dann Vollsperrung der Inneren Kanalstraße ereigneten sich keine Verkehrsunfälle; jedoch führte die Sperrung zu weiträumigen Verkehrsbehinderungen. Nach Reparatur in Tag- und Nachtarbeit wurde die Straße am 6. März wieder für den Verkehr freigegeben.